# Alex Ferguson
Alexander Chapman "Alex" Ferguson, CBE, ofta kallad Sir Alex eller Fergie, född 31 december 1941 i Glasgow, är en skotsk före detta fotbollstränare och professionell fotbollsspelare. Som spelare spelade han bland annat i Rangers och Falkirk, men det är som tränare han blivit mest känd. Han är ansedd som en av de bästa fotbollstränarna genom tiderna.

## Karriär
Tränarkarriären började i Skottland med East Stirlingshire, vidare till St. Mirren och sedan till Aberdeen, där han slog igenom som tränare då han bland annat vann skotska ligan tre gånger samt Cupvinnarcupen en gång. Efter Aberdeen blev han utsedd till förbundskapten för Skottlands herrlandslag, vilka han tränade under ett år.
När engelska Manchester United sparkade Ron Atkinson 1986 vände man till Ferguson och den 6 november skrev han på för laget. 1993 vann Manchester United Premier League för första gången sedan 1967. Efter det har han vunnit ytterligare 12 ligatitlar tillsammans med United. Höjdpunkten kom 1999 då laget tog hem en så kallad trippel, då man under ett och samma år vann den inhemska ligan (Premier League), inhemska cupen (FA-cupen) samt en europeisk cup (UEFA Champions League). Tack vare de fina prestationerna under säsongen blev Ferguson den 12 juni 1999 adlad av drottning Elizabeth II.
Ferguson firade den 5 november 2011 sitt 25-årsjubileum i klubben. Han fick till sin ära en egen läktare döpt efter sig: Sir Alex Ferguson Stand (tidigare North Stand). Samma dag vann laget mot Sunderland med 1–0, genom att hans tidigare stjärnback Wes Brown nickade in ett självmål.
Alex Ferguson fick november 2012 en staty rest efter sig utanför Old Trafford.
Ferguson slutade som tränare 2013.

## Tränarkarriär
- Manchester United (1986–2013[7])
  - Engelsk mästare: 1993, 1994, 1996, 1997, 1999, 2000, 2001, 2003, 2007, 2008, 2009, 2011, 2013
  - FA-cupen: 1990, 1994, 1996, 1999, 2004
  - Engelsk ligacupmästare: 1992, 2006, 2009, 2010
  - UEFA Champions League: 1999, 2008
  - Cupvinnarcupen 1991
  - Interkontinentalcupen: 1999, 2008
  - Community Shield 1990, 1993, 1994, 1996, 1997, 2003, 2007, 2008, 2010, 2011

- Aberdeen FC
  - Cupvinnarcupen 1983

## Bakgrund och familj
Alex Ferguson växte upp i Glasgow där hans far arbetade inom fartygsindustrin. Han var gift från 1966 till 2023 med sin fru Cathy, och har med henne tre söner.

## Utmärkelser
- Officer av Brittiska imperieorden,  1985[9]
- Kommendör av 2 klass av Brittiska imperieorden,  1995[10]
- Knight Bachelor,  1999[11]

[Redigera Wikidata]